# Kermanšaška pokrajina
Kermanšaška pokrajina (perz. استان کرمانشاه; Ostān-e Kermānšāh) je jedna od 31 iranske pokrajine. Smještena je na zapadnom dijelu zemlje i obuhvaća uglavnom planinski krajolik Zagrosa, a omeđena je Kurdistanskom pokrajinom na sjeveru, Hamadanskom pokrajinom i Luristanom na istoku, Ilamskom pokrajinom na jugu, te suverenom državom Irak na zapadu. Kermanšaška pokrajina ima površinu od 24.998 km², a prema popisu stanovništva iz 2006. godine u njoj je živjelo 1,938.060 stanovnika. Sjedište pokrajine smješteno je u gradu Kermanšahu.

## Okruzi
- Dalaški okrug
- Džavanrudski okrug
- Gilan-e Garpski okrug
- Harsinski okrug
- Islamabad-e Garpski okrug
- Kangavarski okrug
- Kasr-e Širinski okrug
- Kermanšaški okrug
- Pavski okrug
- Ravansarski okrug
- Sahnenski okrug
- Salas-e Babadžanijski okrug
- Sarpol-e Zahapski okrug
- Sonkorski okrug

## Vanjske poveznice
- (perz.) Službene stranice Kermanšaške pokrajine  Arhivirana inačica izvorne stranice od 20. travnja 2017. (Wayback Machine)

Ostali projekti
|  | Zajednički poslužitelj ima još gradiva o temi Kermanšaška pokrajina |